# Kaffeeklappe

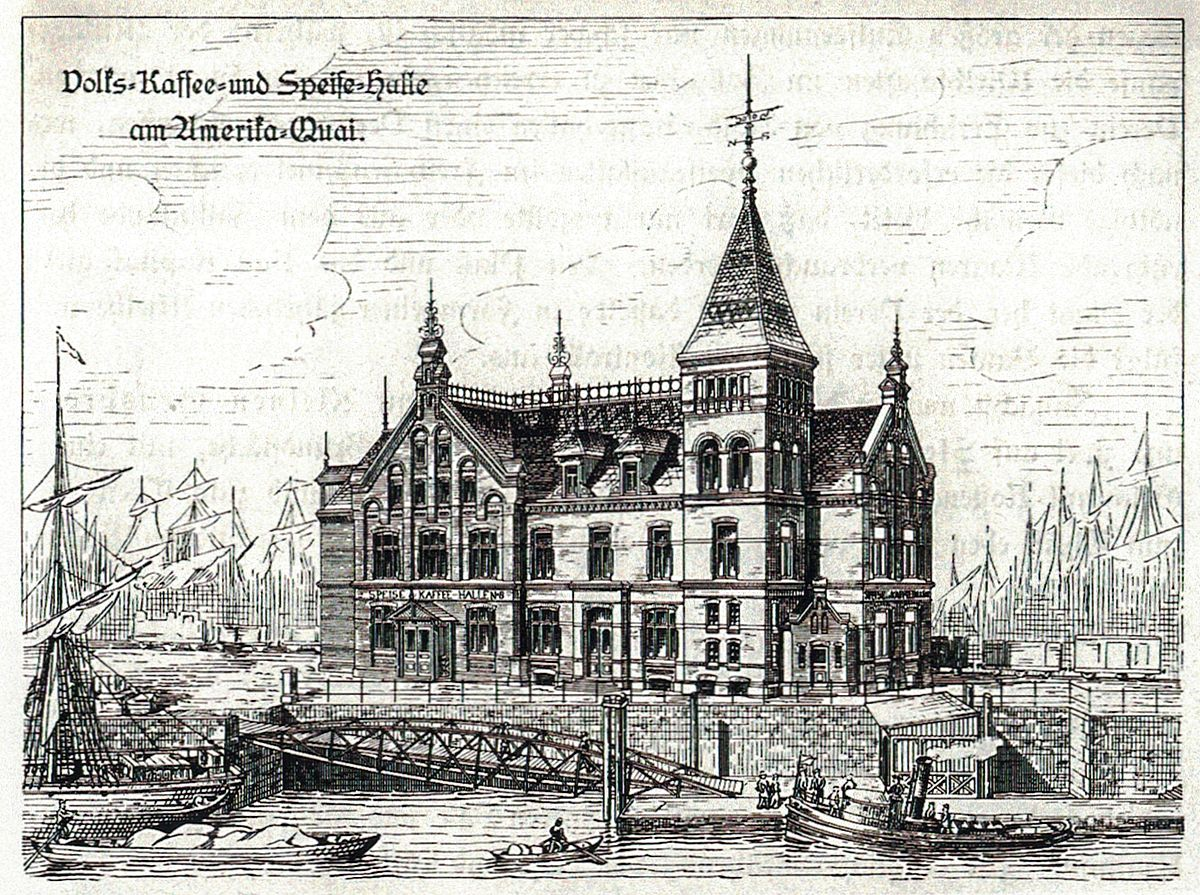
„Volks-Kaffee- und Speise-Halle“ am Amerikakai in Hamburg, erbaut 1889

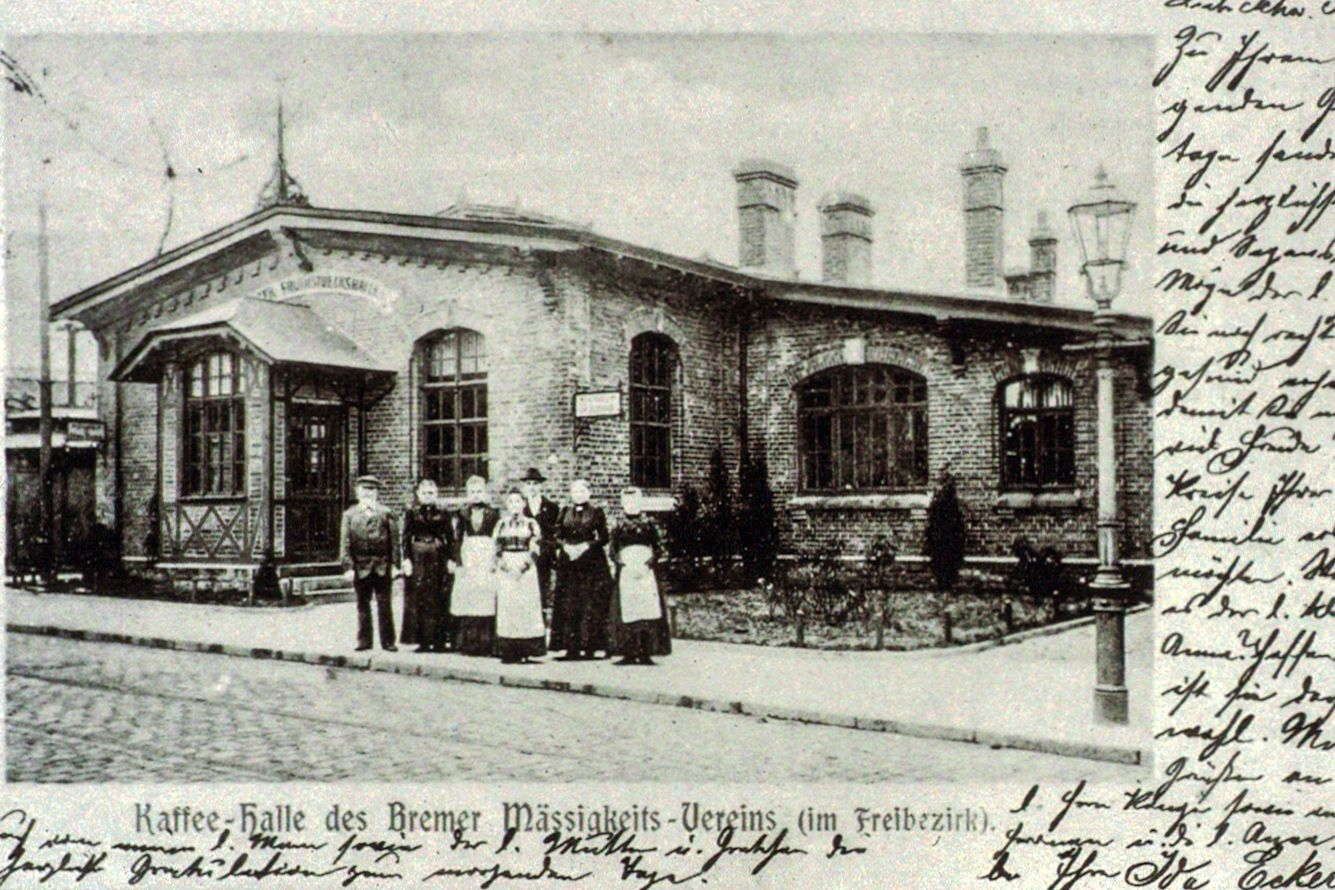
Kaffeehalle im Bremer Freihafen um 1900

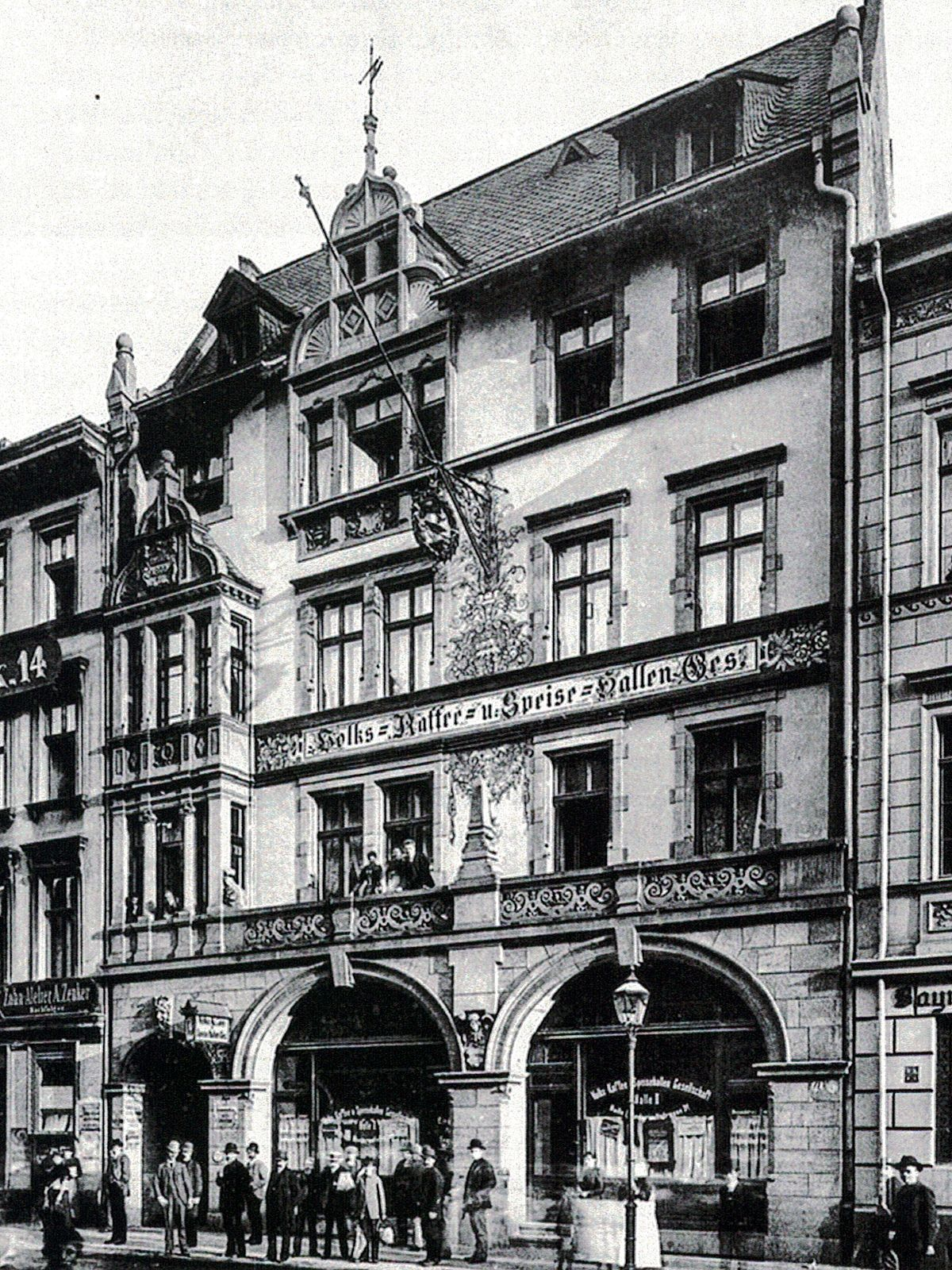
Berliner Volksspeisehalle um 1900

Als Volkskaffeehalle oder umgangssprachlich Kaffeeklappe wurden seit Mitte des 19. Jahrhunderts einfache Speiselokale für Arbeiter bezeichnet, in denen keine alkoholischen Getränke ausgeschenkt wurden.

## Entstehung
Die Idee hatte ihre Vorläufer in London. Die Einführung der Volkskaffeehallen ging auf Bemühen von Arbeitgebern zurück, den Alkoholismus und vor allem den Konsum von Schnaps ihrer Lohnempfänger zu bekämpfen. Somit entstanden in vielen europäischen Großstädten, in Deutschland hauptsächlich in den Hafenstädten Bremen, Hamburg und Lübeck sowie in Berlin, Verpflegungsstätten dieser Art. Neben preiswerten warmen Speisen wurde vor allem Kaffee angeboten, da Londoner Erfahrungen gezeigt hatten, dass dieses Getränk Arbeiter konzentrierter und leistungsfähiger machte.
In Hamburg wurde 1884 ein Comitee für die Errichtung von Volkskaffeehallen gegründet, aus dem 1887 der Verein für Volkskaffeehallen entstand, dessen Vorstandsmitglied neben weiteren der Unternehmer Rudolf Schülke war. 1888 gab es in 28 deutschen Städten solche Hallen. In Hamburg gab es sie vor allem im Freihafen für die Hafen- und Werftarbeiter, 1959 noch 18 Stück des Vereins, der 1971 in Hafen-Rast-Hamburg-GmbH umfirmierte, aber 1975 Konkurs anmeldete.
Der volkstümliche Name Kaffeeklappe rührt daher, dass Speisen und Kaffee von der Küche durch eine Klappe in den Gastraum ausgegeben wurden.
Im östlichen Stadtteil der heutigen Hamburger HafenCity befindet sich die Oberhafenkantine. Es handelt sich hier um eine der letzten noch existierenden Kaffeeklappen, allerdings in kleinster Form, da ursprünglich in sehr viel größeren Räumlichkeiten bzw. Speise- und Kaffeehallen für bis zu 800 Hafenarbeiter – subventioniert durch den Hamburger Senat – eine kontrollierte Bewirtung gewährleistet wurde. Auch das sogenannte Fleetschlösschen in der Hamburger Speicherstadt diente zeitweilig als Kaffeeklappe.